# Praproče, Semič
Práproče je naselje v Sloveniji.